# نیل و نیکی
نیل و نیکی (به هندی: Neal 'n' Nikki) فیلمی محصول سال ۲۰۰۵ و به کارگردانی آرجون سابلوک است. در این فیلم بازیگرانی همچون اودای چوپرا، آبیشک باچان، تانیشا موکرجی، ریچا پالود، سریندا سوان، سحر بی‌نیاز ایفای نقش کرده‌اند.